# Eiríksdrápa
Eiríksdrápa (español: versos de Eric) es un poema escáldico compuesto por el escaldo islandés Markús Skeggjason.
El poema se centra en las campañas bélicas de Erico I de Dinamarca contra los adversarios del cristianismo, los todavía paganos wendos; también como constructor de iglesias y sobre todo por trasladar la sede episcopal de Sajonia (Saxland) a Lund para toda Escandinavia.
32 estrofas se conservan en la saga Knýtlinga.  